# Milvus
Milvus (Egentlige glenter) er en lille slægt af glenter i høgefamilien.
Slægten består af disse arter:
- Rød glente (Milvus milvus)
- Sort glente (Milvus migrans)
- Gulnæbbet glente (Milvus aegyptius)

Somme tider regnes gulnæbbet glente som en underart af Sort glente ligesom sortøret glente (Milvus migrans lineatus), der dog omvendt af nogle betragtes som en selvstændig art.